# Buchenavia congesta
Buchenavia congesta är en tvåhjärtbladig växtart som beskrevs av Adolpho Ducke. Buchenavia congesta ingår i släktet Buchenavia och familjen Combretaceae. Inga underarter finns listade i Catalogue of Life.